# Bocas Islands
Die Bocas Islands sind eine Inselgruppe in der Meeresenge Bocas del Dragón zwischen Trinidad und Venezuela. Sie bilden die nördliche Begrenzung des Golf von Paria zum Karibischen Meer hin. Zwischen den Inseln gibt es kleinere Meerengen. Zur Inselgruppe gehören von Westen nach Osten folgende Inseln:
| Insel           | Fläche  | Einwohner |
| --------------- | ------- | --------- |
| Chacachacare    | 3,6 km² | 0         |
| Huevos          | 1,0 km² | 0         |
| Monos           | 3,9 km² | unbekannt |
| Gaspar Grande   | 1,3 km² | unbekannt |
| Little Gasparee | 0,8 ha  | 0         |
| Summe           | 9,8 km² | 50        |

Zu Zeiten spanischer und britischer Herrschaft über Trinidad waren die Inseln von strategischer Bedeutung, da der Zugang zum Golf von Paria und damit zum heute venezolanischen Festland im Regelfall durch die Bocas del Dragón erfolgte und sich durch militärische Stützpunkte auf den Inseln leicht kontrollieren ließ. Im 18. Jahrhundert hatten die Inseln wirtschaftliche Bedeutung durch Baumwollanbau, so lebten 1797 1 % aller Bewohner Trinidads auf den Bocas, erwirtschafteten aber 10 % des Einkommens der Insel. Im 19. Jahrhundert hatten die Inseln wirtschaftliche Bedeutung durch Walfang. Heute werden die Inseln, von Einheimischen als "Down the islands" zusammengefasst, als Naherholungsgebiet für Tagesausflüge genutzt. Auf Monos und Gaspar Grande befinden sich außerdem Ferienhäuser wohlhabender Trinis so wie einige ganzjährig bewohnte Häuser.

## Galerie

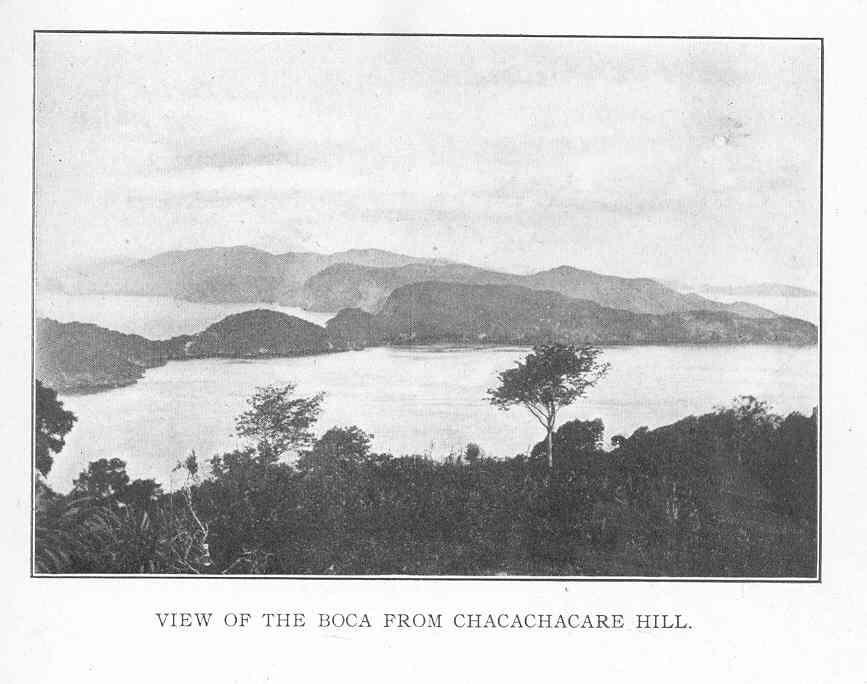
Blick auf Monos und Huevos vom Chacachacare Hill aus, im Hintergrund das Festland